# Михаил Фјодорович Миркович
Михаил Фјодорович Миркович (рус. Михаил Фёдорович Миркович) је био командант руског царског пука и етнограф. Учествовао је у ратовима у Пољској и против Османског царства. Он је син Фјодора Јаковљевича Мирковича.

## Биографија
Син је гродњенског, минског и бјалисточког генерал-губернатора, генерала пешадије Федора Јаковљевича Мирковича. Михаил Федорович Миркович рођен је 17. септембра 1836. године у српској племићкој породици на родном имању у Тулској губернији.
Образовање је стекао у пажеском корпусу у Санкт Петербургу. Мирковићев академски успех у науци приметио је претпостављени који је саветовао Мирковића да након дипломирања уђе у Николајевску генералштабну академију. Пашки корпус завршио је 17. јуна 1854. са чином корнета у лајб-гардијском коњском пуку. Био је спреман да се пријави на престижни одсек за војно топографско картографисање на Генералштабној академији, али је 1854. године Кримски рат био у деветом месецу и није било пријема на одсек, пријеми се обавио тек након завршетка рата. Исте године је био део састава трупа додељених за одбрану обале Балтичког мора од Балтичке блокаде Чарлса Џона Напијеа и од могућег искрцавања комбинованих англо-француских снага.
У мају 1857. упућен је у штаб Издвојеног гардијског корпуса ради припреме за упис у Генералштабну академију. 24. децембра 1857. успешно је положио академске испите и уписао се као студент. Мирковичево време на академији помиње угравирана плоча са именима најуспешнијих ученика. Током боравка у академији Миркович је показао велике склоности према математичким наукама и одржавао блиске односе са одличним студентима геодезије. Током боравка на академији унапређен је у поручника, а убрзо потом и у капетана.
Капетан Миркович је дипломирао на Академији 12. јуна 1860. године. Следеће године је уврштен у официрски кор Генералштаба под руководством начелника Главног штаба. Од 27. септембра 1861. био је виши ађутант 2. пешадијског корпуса на Криму, а од 22. марта 1862. постављен је за штабног официра за посебне задатке начелника штаба 1. армије. Од 10. јула 1862. Миркович је добио место специјалних задатака у Војном штабу трупа које ће ускоро бити премештене у Краљевину Пољску (Tsarstvo Pol'skoe). Датум његовог почетка поклопио се са јануарским устанком. Штаб у коме је он служио пребачен је да подржи руске трупе. У периоду од 20. априла и маја 1864. године Миркович је као виши штабни ађутант учествовао и у борбеним дејствима против пољских устаника, за шта је одликован Орденом Свете Ане 3. степена, а 6. децембра 1863. године унапређен је у пуковника. Следеће године одликован је Орденом Светог Станислава 2. степена (царска круна овом ордену додељена је 1866. године).
Миркович је 19. марта 1864. постављен за службеника посебних задатака VII класе код начелника Генералштаба у Санкт Петербургу. Јануара 1867. именован је за начелника штаба 5. пешадијске дивизије, на тој функцији је био до 1869. Затим је именован за команданта 14. олонечког пешадијског пука, команду коју је држао наредних седам година. А у јануару 1876. командовао је Волинским пуком са којим је кренуо у европску Турску. Унапређен је у генерал-мајора 17. јуна 1877. За то време био је добитник више награда и одликовања (ордени Свете Ане 2. степена 1870.; Светог Владимира 4. степена 1872. и Светог Владимира 3. степена 1874. ).
Миркович је 12. октобра 1877. учествовао у опсади Плевне и истакао се у заузимању Волинске узвишења (Volinska Visochina) 21–28. новембра 1877. Након пада Плевена, лајбгарда Волинског пука је пребачена на ратишта на Балкану.
Приликом напада на турски положај у бици код Ташкесена, задобио је две ране, једну у потиљак и другу у десно раме, док је предводио офанзиву 2. бригаде 3. гардијске пешадије 31. децембра 1877. (по јулијанском календару 19. децембар). У нападу на утврђени редут људи под његовим вођством успели су да потпуно истисну непријатеља. Убрзо су му ране брзо зарасле и крајем фебруара 1878. Мирковић се вратио у пук. 11. априла 1878. године када је и одликован орденом Златно оружје „За храброст“, а 5. маја 1878. Орденом Светог Георгиј 4. степена. Исте године (1878) одликован је Орденом Светог Станислава 1. степена. Миркович је уписан у пратњу Његовог Величанства 21. августа 1879. Од 19. фебруара 1881. Миркович је био начелник штаба Виљне војне области, а од 30. августа 1881., унапређен у генерал-потпуковника, Миркович је пребачен у Генералштаб. Зграда у Санкт Петербургу, где је постављен за помоћника начелника Генералног Главног штаба. Био је и члан Војно-научног одбора и Мобилизационог одбора. На овом положају Миркович је одликован орденима Свете Ане 1 степена (1882), Светог Владимира 2. степена (1885) и орденом Белог орла (1889).
Умро је у ноћи 24. марта 1891. године у Санкт Петербургу, а сахрањен је на Новодевичјем гробљу. Имао је 55 година.

## Белешке
1. ↑  енгл.